# أزيلما
أزيلما (بالفرنسية: Azelma)‏ هي شخصية خيالية من رواية البؤساء للكاتب الفرنسي فيكتور هوغو.
إنها الابنة الصغرى لتيناردييه، وهي أخت إبونين وغافروش. على الرغم من الظهور القليل جدا لها طوال الرواية، إلا أنها ستكون واحدة من الشخصيات القليلة التي لا تزال على قيد الحياة في نهاية الرواية، فتعد هي ووالدها الناجين الوحيدين من عائلتهما. تركت فرنسا وسافرت إلى الولايات المتحدة مع والدها. مع المال المقدم من ماريوس لوالدها حتى يتركه ولا يأتي إليه مجددا طوال حياته وحياة كوزيت، صار والدها تاجر عبيد.